# Diego García Pozo
Diego Oswaldo García Pozo (Ibarra, 29 de septiembre de 1964) es un político ecuatoriano.

## Vida pública
Inició su vida política durante la campaña presidencial de 2006 en apoyo de Rafael Correa, a quien había conocido poco antes durante una reunión de la asociación provincial de personas no videntes. Una vez que Correa fue posesionado como presidente García fue nombrado gobernador de la provincia de Imbabura.
En las elecciones seccionales de 2009 fue elegido prefecto provincial de Imbabura por el movimiento oficialista Alianza PAIS con el 46.4% de los votos. Para las elecciones de 2014 intentó ser reelegido al cargo, pero fue derrotado por Pablo Jurado, candidato del partido Avanza.
En julio de 2014 fue nombrado por segunda ocasión como gobernador de Imbabura.
Renunció en noviembre de 2016 a la gobernación para participar en las elecciones legislativas del año siguiente, en las que fue elegido asambleísta nacional en representación de Imbabura por el movimiento Alianza PAIS.